# National Rugby League 1919
La New South Wales Rugby Football League de 1919 fue la decimosegunda temporada del torneo de rugby league más importante de Australia.

## Formato
Los clubes se enfrentaron en una fase regular de todos con todos en condición de local y de visitante, el equipo mejor ubicado al terminar la fase regular se corona campeón del torneo.
Se otorgaron 2 puntos por el triunfo, 1 por el empate y ninguno por la derrota.

## Desarrollo

### Tabla de posiciones
| Pos. | Equipo                  | Encuentros | Encuentros | Encuentros | Encuentros | Tantos | Tantos | Tantos | Puntos |
| Pos. | Equipo                  | PJ         | PG         | PE         | PP         | F      | C      | Dif    | Puntos |
| ---- | ----------------------- | ---------- | ---------- | ---------- | ---------- | ------ | ------ | ------ | ------ |
| 1    | Balmain                 | 14         | 11         | 1          | 2          | 277    | 109    | +168   | 23     |
| 2    | Eastern Suburbs         | 14         | 9          | 2          | 3          | 229    | 108    | +121   | 20     |
| 3    | Western Suburbs Magpies | 14         | 9          | 0          | 5          | 239    | 130    | +109   | 18     |
| 4    | Glebe                   | 14         | 9          | 0          | 5          | 209    | 134    | +75    | 18     |
| 5    | Newtown Jets            | 14         | 6          | 2          | 6          | 123    | 186    | -63    | 14     |
| 6    | South Sydney            | 14         | 6          | 1          | 7          | 208    | 223    | -15    | 13     |
| 7    | Annandale               | 14         | 1          | 1          | 12         | 86     | 270    | -184   | 3      |
| 8    | North Sydney Bears      | 14         | 1          | 1          | 12         | 103    | 314    | -211   | 3      |

|  | Campeón. |

| Bandera de Australia |
| Campeón Balmain      |
| Cuarto título        |